# Astrocasia
Astrocasia es un género de plantas con flores perteneciente a la familia Phyllanthaceae y el único género de la subtribu Astrocasiinae. Consiste en seis especies originarias de México hasta Bolivia y este de Brasil.

## Especies
- Astrocasia austinii (Standl.) G.L.Webster, Syst. Bot. 17: 322 (1992).
- Astrocasia diegoae J.Jiménez Ram. & Mart.Gordon, Acta Bot. Mex. 55: 2 (2001).
- Astrocasia jacobinensis (Müll.Arg.) G.L.Webster, Syst. Bot. 17: 316 (1992).
- Astrocasia neurocarpa (Müll.Arg.) I.M.Johnst. ex Standl., Contr. Dudley Herb. 1: 74 (1927).
- Astrocasia peltata Standl., Contr. Dudley Herb. 1: 74 (1927).
- Astrocasia tremula (Griseb.) G.L.Webster, J. Arnold Arbor. 39: 208 (1958).